# Dionizy Tchórzewski
Dionizy Tchórzewski (czyli Dyonizy Tchórzewski) – urzędnik c. i k., starosta (niem. bezirkvorsteher) w Haliczu w 1863, 1864, 1865, 1866, starosta powiatowy w Buczaczu, m.in. w 1867, 1868, 1869, 1870, 1871, 1872, 1873, 1874, 1875), starosta powiatowy w Sokalu (m.in. w 1876, 1877, 1878, 1879, 1880, 1884, 1885, 1886, 1887, 1888, 1889). W 1873 – członek gospodarczego towarzystwa w Buczaczu. W 1874 – prezydujący w c.k. powiatowej komisji szacunkowej w Buczaczu, oddziale c.k. podkomisji krajowej podatku gruntowego w Tarnopolu.
Odznaczony Złotym Krzyżem Zasługi z Koroną, honorowy obywatel Halicza, Bełza (po 1870), Sokala (ok. 1884).